# Viru-Jaagupi
Viru-Jaagupi (anciennement en allemand: Sankt-Jakobi, ce qui signifie « Saint-Jacques ») est un petit bourg (alevik) estonien appartenant à la commune de Vinni (anciennement : Finn) et situé dans le Viru occidental (autrefois : Wierland occidental). Le village est la paroisse de nombreux villages alentour. Son église dédiée à saint Jacques est de culte luthérien et appartient à l’Église évangélique-luthérienne estonienne.

## Démographie
Sa population était de 428 habitants en 2008.
Au 31 décembre 2011, il compte 404 habitants.

## Histoire
Le village est fondé au XIIIe siècle, sous le nom de Kehala, à l’époque de la christianisation de la Livonie et du Wierland ; mais il prend rapidement le nom de Sankt-Jakobi d’après l’apôtre saint Jacques, auquel la paroisse est dédiée. L’église actuelle, fondée en 1345, date du premier quart du XVe siècle. Elle est restaurée en 1667, mais l’intérieur souffre d’un incendie en 1703, à l’époque de la grande guerre du Nord entre Suédois et Russes. L’église est reconstruite en style pseudo-gothique en 1877–1878 avec son clocher de 48 mètres de haut. Les grandes orgues sont installées en 1893 ; elles sont issues des ateliers du facteur Gustav Normann (1821-1893). Le village prend son nom officiel en estonien, après l’indépendance du pays en 1919.

## Domaine de Raggafer

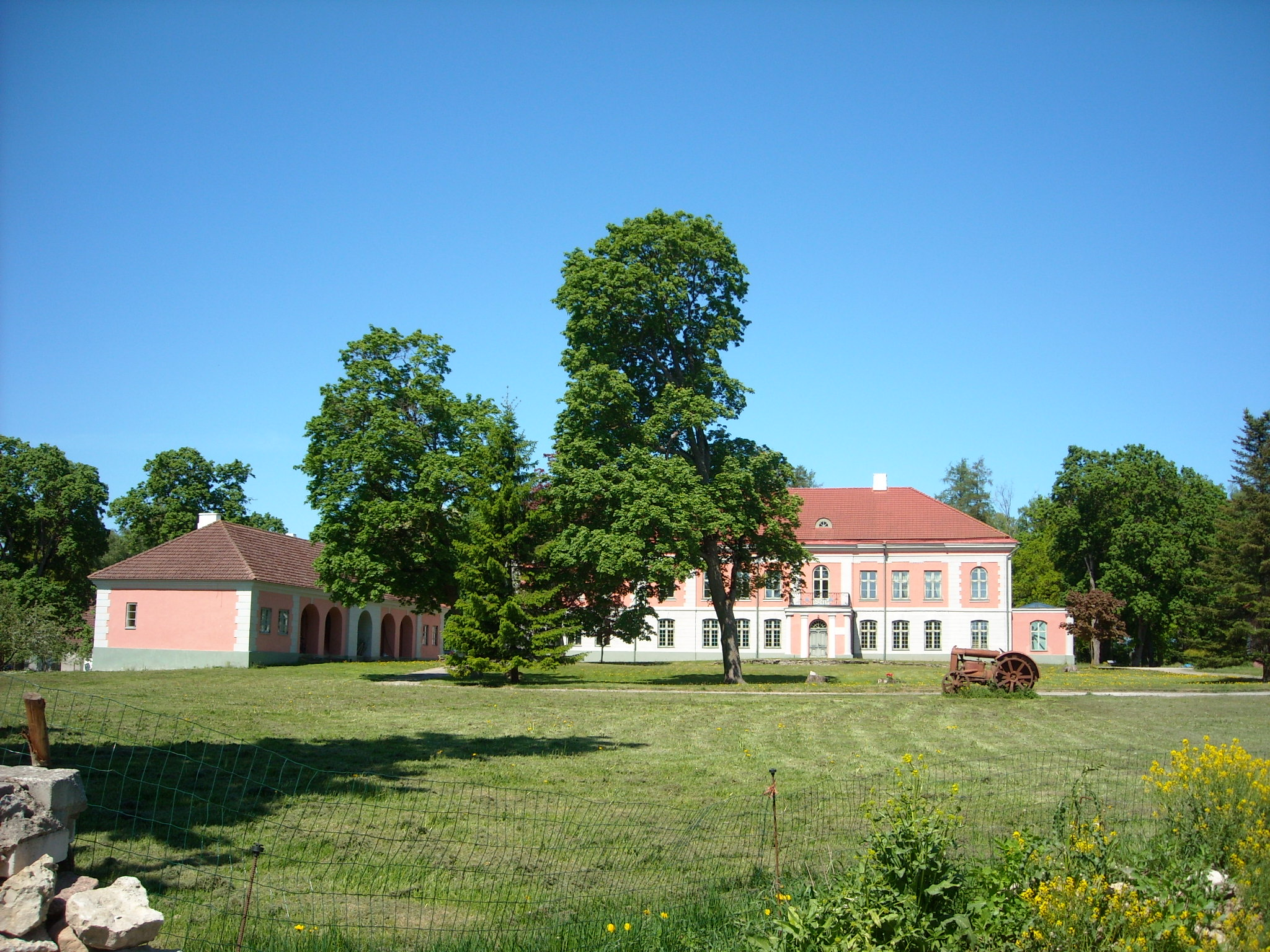
Vue du château en 2009

Le domaine de Raggafer (aujourd’hui Rägavere) a fait partie du domaine de Mödders jusqu’en 1540. Il appartenait alors à Dietrich von Bracke. Il passe ensuite à la famille von Payküll, puis à la famille von Knorring, ensuite aux barons von Kaulbars et jusqu’en 1860 aux Pilar von Pilchau, puis jusqu’en 1919 à la famille von Dehn, année de l’expropriation des possessions de la noblesse terrienne par le nouveau gouvernement estonien. Ce sont les Kaulbars qui font construire le château actuel entre 1770 et 1780. Le château a été privatisé il y a quelques années.

## Cimetière
- Le célèbre explorateur Ferdinand von Wrangel (1797-1870), dont le manoir se trouvait à proximité à Ruil (aujourd’hui Roela), est enterré au cimetière de l’église.